# بوذا وصندوق الشوكولاتة
بوذا وصندوق الشوكولاتة (بالإنجليزية: Buddha and the Chocolate Box)‏ هو ثامن ألبوم غنائي للمغني البريطاني الحاج يوسف إسلام (كات ستيفنس). ألّف كات ستيفنس كل كلمات الأغاني ولحّنها وغناها.

## قصة نشوء الألبوم الغنائي
كان كات ستيفنس في طريقه إلى رحلة جوية لأجل تأدية حفل موسيقي، وانتبه أثناء ذلك إلى أن كان يحمل في إحدى يديه تمثالا لـ بوذا وفي اليد الأخرى صندوق شكولاتة. فخطرت في باله فكرة إنه إن مات في هذه اللحظة فستكون ميتة بين عالمين، أحدهما روحاني، والذي يجسّده تمثال بوذا، والآخر مادي حسي، وهو ما يجسّده صندوق الشكولاتة.
يمثّل الألبوم عودة إلى أسلوب كات ستيفنس القديم، ويختلف عن ألبومه السابع المسمى Foreigner. احتلّ الألبوم المرتبة الثانية في قائمة أفضل الألبومات في الولايات المتحدة الأمريكية، والثالثة في بريطانيا. أما في ألمانيا فاحتل المرتبة الرابعة والثلاثين. وقد تكون أغنية oh, very young أشهر أغاني الألبوم. الأغنية الأخيرة Home in the Sky تتحدّث عن مغادرة العالم إلى الحياة الأبدية، وهي بالحقيقة أفضل خاتمة لألبوم موسيقى مفاهيمي، أي يتناول موضوع الروح والجسد. تظهر في الألبوم الذي ألّفه وغناه المغني الشاب كات ستيفنس اهتمامه بالمسائل الروحية ومعنى الحياة. وهي مواضع سبق له أن تناولها في عام 1970 في ألبومه Mona Bone Jackon، لكنه يُعيد طرحها هنا بأسلوب أكثر نضوجا، بطرح أسئلة جديدة والسعي لعيش الحياة، رغم عدم الفهم الكامل لمغزاها. لكنها حياة فيها قيم اختارها الإنسان المفكّر والمتأمل. ولقد وجد كات ستيفنس مغزى حياته في الإسلام. لكن عشقه للموسيقى الذي أفصحت عنه الأغنية الأخيرة قد تنبّأ بعودة الحاج يوسف إسلام للموسيقى، فهي تبدو أهم ما عاشه في الحياة، كما يخبرنا، أثناء انتقاله إلى البيت السماوي.

### ترتيب الأغاني
1. Music – 4:21
2. Oh Very Young – 2:36
3. Sun/C79 – 4:35
4. Ghost Town – 3:10
5. Jesus – 2:14
6. Ready – 3:18
7. King of Trees – 5:07
8. A Bad Penny – 3:21
9. Home in the Sky – 3:38